# Стручков, Юрий Тимофеевич
Ю́рий Тимофе́евич Стручко́в (28 июля 1926, Москва — 16 августа 1995, Чарлстон, Южная Каролина, США) — российский и советский химик, кристаллограф, специалист по рентгеновскому структурному анализу. Член-корреспондент АН СССР (с 1990 года; с 1991 года — РАН).

## Биография
- В 1948 году окончил химический факультет МГУ.
- В 1948—1953 годах работал в аспирантуре под руководством А. И. Китайгородского.
- С 1950 года сотрудник Института органической химии АН СССР (ИОХ).
- В 1953 году защитил кандидатскую диссертацию на тему «Рентгеноструктурное исследование двух продуктов присоединения металлических солей к непредельным соединениям».
- В 1954—1995 годах работал в Институте элементоорганических соединений АН СССР (ИНЭОС АН СССР):
  - В 1954—1973 в лаборатории А. И. Китайгородского.
  - В 1973—1977 в самостоятельной группе дифракционных исследований.
  - В 1977—1995 в созданной и возглавленной им новой Лаборатории рентгеноструктурного анализа (ЛРСА).
- С 1989 года руководитель Центра рентгеноструктурных исследований (ЦРСИ) Отделения общей и технической химии, организованного на базе ЛРСА ИНЭОС АН СССР.
- В 1990 году избран членом-корреспондентом АН СССР и членом Исполнительного комитета Международного союза кристаллографов.
- В 1993 году избран членом российского Национального комитета по кристаллографии, а также вице-президентом Международного союза кристаллографов.

В течение многих лет был ответственным секретарём редакции «Журнала структурной химии», работал в редколлегиях журналов «Кристаллография», «Координационная химия», «Известия Академии наук», «Химия природных соединений», «Металлоорганическая химия», «Mendeleev Communications». Был председателем Секции кристаллохимии Научного совета РАН по химической кинетике и строению, руководителем Советского (а затем Российского) национального филиала Кембриджского центра структурных данных, состоял в Экспертной коллегии ВАК и правлении Всероссийского химического общества им. Д. И. Менделеева.
Умер в США в возрасте 69 лет после операций на лёгком и на сердце в госпитале Медицинского Центра штата Южная Каролина в г. Чарлстон. Похоронен в Москве на Донском кладбище.

## Научная деятельность
Под его руководством лаборатория рентгеноструктурного анализа ИНЭОС установила около трети всех отечественных кристаллических структур (в общей сложности — более 2000).
Мировую известность имеют работы Ю. Т. Стручкова и его сотрудников в области структурных исследований неклассических пи-комплексов и многоядерных кластеров переходных металлов, карборанов и других каркасных молекул, новых типов органических производных германия, кремния, фосфора, фтора, серы, мышьяка, многоядерных координационных соединений, в том числе карбоксилатов и алкоголятов, высокоэффективных природных и синтетических фармакопрепаратов.
Большую известность приобрели работы Ю. Т. Стручкова и его сотрудников в таких ключевых областях структурной химии, как прецизионные исследования метрики молекул и распределения электронной плотности, определение абсолютной конфигурации, низкотемпературные исследования нестабильных и жидких при комнатной температуре соединений, многотемпературные исследования для выяснения динамики молекул и природы фазовых переходов в кристаллах.
С 1993 года Ю. Т. Стручков занимался систематическим структурным исследованием производных фуллеренов.
Соавтор более 2000 статей.

## Награды
- Премия имени Е. С. Фёдорова (1992) — за исследования веществ в особых физических условиях (совместно с М. Ю. Антипиным и В. И. Симоновым).
- Золотая медаль имени А. Н. Несмеянова (1988) — за структурные исследования в химии металло- и элементоорганических соединений.
- Государственная премия РФ (1997, посмертно) — за работы по созданию и развитию отечественной органической химии пятикоординационного кремния (совместно с М. Г. Воронковым, Ю. И. Бауковым и соавторами).
- Шнобелевская премия (1992, в номинации «литература») — за публикацию с 1981 по 1990 гг. 948 научных работ (в среднем — по одной работе каждые 3,9 дня).[1]